# Giacomo Sinibaldi (Bischof, 1856)
Giacomo Sinibaldi (* 11. Oktober 1856 in Civitella San Paolo; † 19. August 1928) war ein italienischer Kurienbischof und von 1913 bis zu seinem Tod Sekretär der Kongregation für die Seminare und Studieneinrichtungen.

## Leben
Giacomo Sinibaldi studierte im Priesterseminar von Orte. Er war Rektor des Collegio Portugiese in Rom und Kanonikus von Sankt Peter. Sinibaldi wurde am 15. Mai 1913 von Papst Pius X. zum Titularbischof von Tiberias ernannt. Die Bischofsweihe spendete ihm am 30. Mai 1913 der Kurienkardinal Mariano Rampolla del Tindaro; Mitkonsekratoren waren die Erzbischöfe Pietro Alfonso Jorio und Luigi Lazzareschi.
Papst Benedikt XV. bestellte ihn am 16. Dezember 1915 zum Sekretär der Heiligen Kongregation für die Seminare und Studieneinrichtungen. Nach seinem Tode 1928 wurde Ernesto Ruffini sein Nachfolger.